# American Hockey League 1996-1997
La stagione 1996-1997 è stata la 61ª edizione della American Hockey League, la più importante lega minore nordamericana di hockey su ghiaccio. Un anno dopo il raddoppio delle divisioni da due a quattro si decise di cambiarne i nomi in seguito a una serie di riallineamenti geografici; fu così che nella Northern Conference vennero formate le division Canadian ed Empire State, mentre nella Southern vennero denominate New England e Mid-Atlantic. Venne introdotto l'AHL All-Rookie Team, formazione ideale composta dai migliori esordienti in American Hockey League. La stagione vide al via diciotto formazioni e al termine dei playoff gli Hershey Bears conquistarono la loro ottava Calder Cup sconfiggendo gli Hamilton Bulldogs 4-1.

## Modifiche
- I Prince Edward Island Senators e i Cornwall Aces sospesero momentaneamente le proprie attività.
- I Cape Breton Oilers si trasferirono a Hamilton, in Ontario, dove assunsero il nome di Hamilton Bulldogs.
- Nella Mid-Atlantic Division nacquero i Kentucky Thoroughblades, franchigia con sede a Lexington nel Kentucky.
- Nella Mid-Atlantic Division nacquero i Philadelphia Phantoms, franchigia con sede a Philadelphia in Pennsylvania.
- I Binghamton Rangers passarono dalla Southern alla Empire State Division.

## Stagione regolare

### Classifiche

#### Northern Conference
Canadian Division
| Squadra                | Pt | G  | V  | S  | N  | SOT | GF  | GS  | DR  |
| ---------------------- | -- | -- | -- | -- | -- | --- | --- | --- | --- |
| St. John's Maple Leafs | 88 | 80 | 36 | 28 | 10 | 6   | 265 | 264 | +1  |
| Saint John Flames      | 72 | 80 | 28 | 36 | 13 | 3   | 237 | 269 | -32 |
| Hamilton Bulldogs      | 69 | 80 | 28 | 39 | 9  | 4   | 220 | 276 | -56 |
| Fredericton Canadiens  | 62 | 80 | 26 | 44 | 8  | 2   | 234 | 283 | -49 |

Empire State Division
| Squadra             | Pt | G  | V  | S  | N  | SOT | GF  | GS  | DR  |
| ------------------- | -- | -- | -- | -- | -- | --- | --- | --- | --- |
| Rochester Americans | 90 | 80 | 40 | 30 | 9  | 1   | 298 | 257 | +41 |
| Adirondack R. Wings | 90 | 80 | 38 | 28 | 12 | 2   | 258 | 249 | +9  |
| Albany River Rats   | 90 | 80 | 38 | 28 | 9  | 5   | 269 | 231 | +38 |
| Syracuse Crunch     | 74 | 80 | 32 | 38 | 10 | 0   | 241 | 265 | -24 |
| Binghamton Rangers  | 69 | 80 | 27 | 38 | 13 | 2   | 245 | 300 | -55 |

#### Southern Conference
New England Division
| Squadra             | Pt  | G  | V  | S  | N  | SOT | GF  | GS  | DR  |
| ------------------- | --- | -- | -- | -- | -- | --- | --- | --- | --- |
| Worcester IceCats   | 100 | 80 | 43 | 23 | 9  | 5   | 256 | 234 | +22 |
| Springfield Falcons | 96  | 80 | 41 | 25 | 12 | 2   | 268 | 229 | +39 |
| Portland Pirates    | 91  | 80 | 37 | 26 | 10 | 7   | 279 | 264 | +15 |
| Providence Bruins   | 75  | 80 | 35 | 40 | 3  | 2   | 262 | 289 | -27 |

Mid-Atlantic Division
| Squadra           | Pt  | G  | V  | S  | N  | SOT | GF  | GS  | DR  |
| ----------------- | --- | -- | -- | -- | -- | --- | --- | --- | --- |
| Phila. Phantoms   | 111 | 80 | 49 | 18 | 10 | 3   | 325 | 230 | +95 |
| Hershey Bears     | 101 | 80 | 43 | 22 | 10 | 5   | 273 | 220 | +53 |
| KY Thoroughblades | 81  | 80 | 36 | 35 | 9  | 0   | 278 | 284 | -6  |
| Baltimore Bandits | 73  | 80 | 30 | 37 | 10 | 3   | 251 | 285 | -34 |
| Carolina Monarchs | 65  | 80 | 28 | 43 | 4  | 5   | 273 | 303 | -30 |

Legenda:

      Ammesse ai Playoff
Note:

Due punti a vittoria, un punto a pareggio e sconfitta all'overtime, zero a sconfitta.

### Statistiche
Classifica marcatori
| Giocatore       | Squadra                | PG | Gol | Assist | Punti |
| --------------- | ---------------------- | -- | --- | ------ | ----- |
| Peter White     | Phila. Phantoms        | 80 | 44  | 61     | 105   |
| Terry Yake      | Rochester Americans    | 78 | 34  | 67     | 101   |
| Brian Wiseman   | St. John's Maple Leafs | 71 | 33  | 62     | 95    |
| Václav Prospal  | Phila. Phantoms        | 63 | 32  | 63     | 95    |
| Patrik Juhlin   | Phila. Phantoms        | 78 | 31  | 60     | 91    |
| Aljaksej Ložkin | Fredericton Canadiens  | 79 | 33  | 56     | 89    |
| Gilbert Dionne  | Carolina Monarchs      | 72 | 41  | 47     | 88    |
| Blair Atcheynum | Hershey Bears          | 72 | 42  | 45     | 87    |
| Jan Čaloun      | KY Thoroughblades      | 66 | 43  | 43     | 86    |
| Shawn McCosh    | Phila. Phantoms        | 79 | 30  | 51     | 81    |
|                 |                        |    |     |        |       |

Classifica portieri
| Giocatore           | Squadra                | PG | MGS  |  |
| ------------------- | ---------------------- | -- | ---- |  |
| Jean-François Labbé | Hershey Bears          | 66 | 2.52 |  |
| Scott Langkow       | Springfield Falcons    | 33 | 2.64 |  |
| Dominic Roussel     | Phila. Phantoms        | 36 | 2.66 |  |
| Steve Passmore      | Hamilton Bulldogs      | 27 | 2.68 |  |
| Norm Maracle        | Adirondack R. Wings    | 68 | 2.70 |  |
| Jamie McLennan      | Worcester IceCats      | 39 | 2.79 |  |
| Frederic Deschênes  | Rochester Americans    | 38 | 2.85 |  |
| Neil Little         | Phila. Phantoms        | 54 | 2.89 |  |
| Peter Sidorkiewicz  | Albany River Rats      | 62 | 2.90 |  |
| Don Beaupre         | St. John's Maple Leafs | 47 | 2.93 |  |
|                     |                        |    |      |  |

### All-Star Classic
La decima edizione dell'AHL All-Star Classic si svolse il 16 gennaio 1997 presso l'Harbour Station di Saint John, casa dei Saint John Flames; il Team World sconfisse il Team Canada 3-2, mentre nella Skills Competition il Team World si impose per 18-9 sul Team Canada.

## Playoff
|  | Semifinali Division | Semifinali Division     | Semifinali Division |                     |                       | Finali Division        | Finali Division | Finali Division |  |    | Finali Conference   | Finali Conference | Finali Conference |  |    | Calder Cup        | Calder Cup | Calder Cup |
|  |                     |                         |                     |                     |                       |                        |                 |                 |  |    |                     |                   |                   |  |    |                   |            |            |
|  | C1                  | St. John's Maple Leafs  | 3                   |                     |                       |                        |                 |                 |  |    |                     |                   |                   |  |    |                   |            |            |
|  | E5                  | Binghamton Rangers      | 1                   |                     |                       |                        |                 |                 |  |    |                     |                   |                   |  |    |                   |            |            |
|  | E5                  | Binghamton Rangers      | 1                   |                     | C1                    | St. John's Maple Leafs | 3               |                 |  |    |                     |                   |                   |  |    |                   |            |            |
|  |                     |                         |                     |                     | C1                    | St. John's Maple Leafs | 3               |                 |  |    |                     |                   |                   |  |    |                   |            |            |
|  |                     | C3                      | Hamilton Bulldogs   | 4                   |                       |                        |                 |                 |  |    |                     |                   |                   |  |    |                   |            |            |
|  | C2                  | C3                      | Hamilton Bulldogs   | 4                   | Saint John Flames     | 2                      |                 |                 |  |    |                     |                   |                   |  |    |                   |            |            |
|  | C2                  |                         |                     |                     | Saint John Flames     | 2                      |                 |                 |  |    |                     |                   |                   |  |    |                   |            |            |
|  | C3                  | Hamilton Bulldogs       | 3                   |                     |                       |                        |                 |                 |  |    |                     |                   |                   |  |    |                   |            |            |
|  | C3                  | Hamilton Bulldogs       | 3                   |                     |                       |                        |                 |                 |  | C3 | Hamilton Canucks    | 4                 |                   |  |    |                   |            |            |
|  |                     |                         |                     | Northern Conference |                       |                        |                 |                 |  | C3 | Hamilton Canucks    | 4                 |                   |  |    |                   |            |            |
|  |                     | E3                      | Albany River Rats   | 1                   |                       |                        |                 |                 |  |    |                     |                   |                   |  |    |                   |            |            |
|  | E1                  | E3                      | Albany River Rats   | 1                   | Rochester Americans   | 3                      |                 |                 |  |    |                     |                   |                   |  |    |                   |            |            |
|  | E1                  |                         |                     |                     | Rochester Americans   | 3                      |                 |                 |  |    |                     |                   |                   |  |    |                   |            |            |
|  | E4                  | Syracuse Crunch         | 0                   |                     |                       |                        |                 |                 |  |    |                     |                   |                   |  |    |                   |            |            |
|  | E4                  | Syracuse Crunch         | 0                   |                     | E1                    | Rochester Americans    | 3               |                 |  |    |                     |                   |                   |  |    |                   |            |            |
|  |                     |                         |                     |                     | E1                    | Rochester Americans    | 3               |                 |  |    |                     |                   |                   |  |    |                   |            |            |
|  |                     | E3                      | Albany River Rats   | 4                   |                       |                        |                 |                 |  |    |                     |                   |                   |  |    |                   |            |            |
|  | E2                  | E3                      | Albany River Rats   | 4                   | Adirondack Red Wings  | 1                      |                 |                 |  |    |                     |                   |                   |  |    |                   |            |            |
|  | E2                  |                         |                     |                     | Adirondack Red Wings  | 1                      |                 |                 |  |    |                     |                   |                   |  |    |                   |            |            |
|  | E3                  | Albany River Rats       | 3                   |                     |                       |                        |                 |                 |  |    |                     |                   |                   |  |    |                   |            |            |
|  | E3                  | Albany River Rats       | 3                   |                     |                       |                        |                 |                 |  |    |                     |                   |                   |  | C3 | Hamilton Bulldogs | 1          |            |
|  |                     |                         |                     |                     |                       |                        |                 |                 |  |    |                     |                   |                   |  | C3 | Hamilton Bulldogs | 1          |            |
|  |                     | M2                      | Hershey Bears       | 4                   |                       |                        |                 |                 |  |    |                     |                   |                   |  |    |                   |            |            |
|  | N1                  | M2                      | Hershey Bears       | 4                   | Worcester IceCats     | 2                      |                 |                 |  |    |                     |                   |                   |  |    |                   |            |            |
|  | N1                  |                         |                     |                     | Worcester IceCats     | 2                      |                 |                 |  |    |                     |                   |                   |  |    |                   |            |            |
|  | N4                  | Providence Bruins       | 3                   |                     |                       |                        |                 |                 |  |    |                     |                   |                   |  |    |                   |            |            |
|  | N4                  | Providence Bruins       | 3                   |                     | N4                    | Providence Bruins      | 1               |                 |  |    |                     |                   |                   |  |    |                   |            |            |
|  |                     |                         |                     |                     | N4                    | Providence Bruins      | 1               |                 |  |    |                     |                   |                   |  |    |                   |            |            |
|  |                     | N2                      | Springfield Falcons | 4                   |                       |                        |                 |                 |  |    |                     |                   |                   |  |    |                   |            |            |
|  | N2                  | N2                      | Springfield Falcons | 4                   | Springfield Falcons   | 3                      |                 |                 |  |    |                     |                   |                   |  |    |                   |            |            |
|  | N2                  |                         |                     |                     | Springfield Falcons   | 3                      |                 |                 |  |    |                     |                   |                   |  |    |                   |            |            |
|  | N3                  | Portland Pirates        | 2                   |                     |                       |                        |                 |                 |  |    |                     |                   |                   |  |    |                   |            |            |
|  | N3                  | Portland Pirates        | 2                   |                     |                       |                        |                 |                 |  | N2 | Springfield Falcons | 3                 |                   |  |    |                   |            |            |
|  |                     |                         |                     | Southern Conference |                       |                        |                 |                 |  | N2 | Springfield Falcons | 3                 |                   |  |    |                   |            |            |
|  |                     | M2                      | Hershey Bears       | 4                   |                       |                        |                 |                 |  |    |                     |                   |                   |  |    |                   |            |            |
|  | M1                  | M2                      | Hershey Bears       | 4                   | Philadelphia Phantoms | 3                      |                 |                 |  |    |                     |                   |                   |  |    |                   |            |            |
|  | M1                  |                         |                     |                     | Philadelphia Phantoms | 3                      |                 |                 |  |    |                     |                   |                   |  |    |                   |            |            |
|  | M4                  | Baltimore Bandits       | 0                   |                     |                       |                        |                 |                 |  |    |                     |                   |                   |  |    |                   |            |            |
|  | M4                  | Baltimore Bandits       | 0                   |                     | M1                    | Philadelphia Phantoms  | 3               |                 |  |    |                     |                   |                   |  |    |                   |            |            |
|  |                     |                         |                     |                     | M1                    | Philadelphia Phantoms  | 3               |                 |  |    |                     |                   |                   |  |    |                   |            |            |
|  |                     | M2                      | Hershey Bears       | 4                   |                       |                        |                 |                 |  |    |                     |                   |                   |  |    |                   |            |            |
|  | M2                  | M2                      | Hershey Bears       | 4                   | Hershey Bears         | 3                      |                 |                 |  |    |                     |                   |                   |  |    |                   |            |            |
|  | M2                  |                         |                     |                     | Hershey Bears         | 3                      |                 |                 |  |    |                     |                   |                   |  |    |                   |            |            |
|  | M3                  | Kentucky Thoroughblades | 1                   |                     |                       |                        |                 |                 |  |    |                     |                   |                   |  |    |                   |            |            |

## Premi AHL
- Calder Cup: Hershey Bears
- F. G. "Teddy" Oke Trophy: Worcester IceCats
- Frank Mathers Trophy: Philadelphia Phantoms
- John D. Chick Trophy: Rochester Americans
- Richard F. Canning Trophy: Hamilton Bulldogs
- Robert W. Clarke Trophy: Hershey Bears
- Sam Pollock Trophy: St. John's Maple Leafs
- Aldege "Baz" Bastien Memorial Award: Jean-François Labbé (Hershey Bears)
- Dudley "Red" Garrett Memorial Award: Jaroslav Svejkovský (Portland Pirates)
- Eddie Shore Award: Darren Rumble (Philadelphia Phantoms)
- Fred T. Hunt Memorial Award: Steve Passmore (Hamilton Bulldogs)
- Harry "Hap" Holmes Memorial Award: Jean-François Labbé (Hershey Bears)
- Jack A. Butterfield Trophy: Mike McHugh (Hershey Bears)
- John B. Sollenberger Trophy: Peter White (Philadelphia Phantoms)
- Les Cunningham Award: Jean-François Labbé (Hershey Bears)
- Louis A. R. Pieri Memorial Award: Greg Gilbert (Worcester IceCats)

### Vincitori
| Hershey Bears | Portieri: Marc Denis, Jean-François Labbé, Sinuhe Wallinheimo Difensori: Rich Brennan, Paul Jerrard, Steve Lingren, Kevin MacDonald, Éric Messier, Dan Smith, Pascal Trépanier, Bob Woods Attaccanti: Blair Atcheynum, Cory Banika, Wade Belak, Doug Friedman, Hugues Gervais, Mike Hartman, Josef Marha, Christian Matte, Mike McHugh, Kurtis Miller, Rob Shearer, Éric Veilleux, Steffon Walby Allenatore: Bob Hartley |

### AHL All-Star Team
First All-Star Team
- Attaccanti: Patrik Juhlin • Václav Prospal • Blair Atcheynum
- Difensori: Darren Rumble • Terry Hollinger
- Portiere: Jean-François Labbé

Second All-Star Team
- Attaccanti: Ralph Intranuovo • Peter White • Jan Čaloun
- Difensori: Jamie Rivers • Pascal Trépanier
- Portiere: Norm Maracle

All-Rookie Team
- Attaccanti: Éric Houde • Mike Leclerc • Jaroslav Svejkovský
- Difensori: Craig Millar • Jason Holland
- Portiere: Dan Cloutier